# Grand Prix Lucemburska 1998
Grand Prix Lucemburska 1998 (V Großer Warsteiner Preis von Luxemburg), 15. závod 49. ročníku mistrovství světa jezdců Formule 1 a 40. ročníku poháru konstruktérů, historicky již 629. grand prix, se již odehrála na okruhu Nürburgring.

## Výsledky

### Kvalifikace
| Pořadí | Číslo | Pilot                 | Konstruktér           | Čas      | Odstup |
| ------ | ----- | --------------------- | --------------------- | -------- | ------ |
| 1      | 3     | Michael Schumacher    | Ferrari               | 1:18.561 |        |
| 2      | 4     | Eddie Irvine          | Ferrari               | 1:18.907 | +0.346 |
| 3      | 8     | Mika Häkkinen         | McLaren - Mercedes    | 1:18.940 | +0.379 |
| 4      | 5     | Giancarlo Fisichella  | Benetton - Playlife   | 1:19.048 | +0.487 |
| 5      | 7     | David Coulthard       | McLaren - Mercedes    | 1:19.169 | +0.608 |
| 6      | 10    | Ralf Schumacher       | Jordan - Mugen-Honda  | 1:19.455 | +0.894 |
| 7      | 2     | Heinz-Harald Frentzen | Williams - Mecachrome | 1:19.522 | +0.961 |
| 8      | 6     | Alexander Wurz        | Benetton - Playlife   | 1:19.569 | +1.008 |
| 9      | 1     | Jacques Villeneuve    | Williams - Mecachrome | 1:19.631 | +1.070 |
| 10     | 9     | Damon Hill            | Jordan - Mugen-Honda  | 1:19.807 | +1.246 |
| 11     | 14    | Jean Alesi            | Sauber - Petronas     | 1:20.493 | +1.932 |
| 12     | 18    | Rubens Barrichello    | Stewart - Ford        | 1:20.530 | +1.969 |
| 13     | 15    | Johnny Herbert        | Sauber - Petronas     | 1:20.650 | +2.089 |
| 14     | 12    | Jarno Trulli          | Prost - Peugeot       | 1:20.709 | +2.148 |
| 15     | 11    | Olivier Panis         | Prost - Peugeot       | 1:21.048 | +2.487 |
| 16     | 17    | Mika Salo             | Arrows                | 1:21.120 | +2.559 |
| 17     | 16    | Pedro Diniz           | Arrows                | 1:21.258 | +2.697 |
| 18     | 19    | Jos Verstappen        | Stewart - Ford        | 1:21.501 | +2.940 |
| 19     | 21    | Toranosuke Takagi     | Tyrrell - Ford        | 1:21.525 | +2.964 |
| 20     | 22    | Šindži Nakano         | Minardi - Ford        | 1:22.078 | +3.517 |
| 21     | 23    | Esteban Tuero         | Minardi - Ford        | 1:22.146 | +3.585 |
| 22     | 20    | Ricardo Rosset        | Tyrrell - Ford        | 1:22.822 | +4.261 |

### Závod
| Pořadí | Číslo | Jezdec                | Konstruktér         | Kola | Čas/odstoupení | Start | Body |
| ------ | ----- | --------------------- | ------------------- | ---- | -------------- | ----- | ---- |
| 1      | 8     | Mika Häkkinen         | McLaren-Mercedes    | 67   | 1:32:14.789    | 3     | 10   |
| 2      | 3     | Michael Schumacher    | Ferrari             | 67   | +2.211         | 1     | 6    |
| 3      | 7     | David Coulthard       | McLaren-Mercedes    | 67   | +34.163        | 5     | 4    |
| 4      | 4     | Eddie Irvine          | Ferrari             | 67   | +58.182        | 2     | 3    |
| 5      | 2     | Heinz-Harald Frentzen | Williams-Mecachrome | 67   | +1:00.247      | 7     | 2    |
| 6      | 5     | Giancarlo Fisichella  | Benetton-Playlife   | 67   | +1:01.359      | 4     | 1    |
| 7      | 6     | Alexander Wurz        | Benetton-Playlife   | 67   | +1:04.789      | 8     |      |
| 8      | 1     | Jacques Villeneuve    | Williams-Mecachrome | 66   | +1 kolo        | 9     |      |
| 9      | 9     | Damon Hill            | Jordan-Mugen-Honda  | 66   | +1 kolo        | 10    |      |
| 10     | 14    | Jean Alesi            | Sauber-Petronas     | 66   | +1 kolo        | 11    |      |
| 11     | 18    | Rubens Barrichello    | Stewart-Ford        | 65   | +2 kola        | 12    |      |
| 12     | 11    | Olivier Panis         | Prost-Peugeot       | 65   | +2 kola        | 15    |      |
| 13     | 19    | Jos Verstappen        | Stewart-Ford        | 65   | +2 kola        | 18    |      |
| 14     | 17    | Mika Salo             | Arrows              | 65   | +2 kola        | 16    |      |
| 15     | 22    | Šindži Nakano         | Minardi-Ford        | 65   | +2 kola        | 20    |      |
| 16     | 21    | Toranosuke Takagi     | Tyrrell-Ford        | 65   | +2 kola        | 19    |      |
| NC     | 23    | Esteban Tuero         | Minardi-Ford        | 56   | Motor          | 21    |      |
| Ret    | 10    | Ralf Schumacher       | Jordan-Mugen-Honda  | 53   | Brzdy          | 6     |      |
| Ret    | 15    | Johnny Herbert        | Sauber-Petronas     | 37   | Motor          | 13    |      |
| Ret    | 20    | Ricardo Rosset        | Tyrrell-Ford        | 36   | Motor          | 22    |      |
| Ret    | 12    | Jarno Trulli          | Prost-Peugeot       | 6    | Převody        | 14    |      |
| Ret    | 16    | Pedro Diniz           | Arrows              | 6    | Hydraulika     | 17    |      |

## Průběžné pořadí šampionátu
Pohár jezdců
| Pořadí | Jezdec             | Body |
| ------ | ------------------ | ---- |
| 1      | Mika Häkkinen      | 90   |
| 2      | Michael Schumacher | 86   |
| 3      | David Coulthard    | 52   |
| 4      | Eddie Irvine       | 41   |
| 5      | Jacques Villeneuve | 20   |

Pohár konstruktérů
| Pořadí | Konstruktér         | Body |
| ------ | ------------------- | ---- |
| 1      | McLaren–Mercedes    | 142  |
| 2      | Ferrari             | 127  |
| 3      | Williams-Mecachrome | 35   |
| 4      | Benetton-Playlife   | 33   |
| 5      | Jordan-Mugen-Honda  | 31   |